# Constantin Vremuleț
Constantin Vremuleț (n. 30 iulie 1940, Jijila, județul Tulcea) este un scriitor român de proză.

## Opere
- O anumită zi însorită, de vară, colecție de povestiri, 1975 (debut)
- Ziua ploii de purpură, roman istoric, 1979
- Falimentul proprietății, povestiri, 1981
- Insula, roman de dragoste, 1984
- Vântul de miazănoapte, roman istoric, 1987
- Castelul de papură, roman, 1991
- Profesoara și gardianul, roman, 1998
- Zodia maimuțelor, roman social, 2009
- Un domn batran, inaripat, proza absurdului, 2012
- Dupa Pharsalos, roman istoric, 2014
- Executia din zori, roman social, 2016